# Thought Forms
Thought Forms ist eine englische Post-Rock-Band.

## Bandgeschichte
Die Band wurde 2004 von der Schlagzeugerin Emily Mcmullen, der Gitarristin Charlie Romijn und dem Gitarristen Deej Dhariwal in Melksham, Wiltshire gegründet. Mcmullen verließ die Band 2006 und wurde durch Guy Metcalfe ersetzt. Nach einem Auftritt in Bristol wurde ihnen ein Plattenvertrag bei Invada Records angeboten. 2009 erschien ihr Debütalbum. Firmeninhaber Geoff Barrow förderte die Band, indem er sie als Vorgruppe seiner eigenen Band Portishead verpflichtete. Außerdem tourte Thought Forms mit Esben and the Witch. Das zweite Album wurde von Jim Barr, dem Live-Bassisten von Portishead, produziert und erschien im Februar 2013. Als Single wurde Only Hollow ausgekoppelt. Der Stil der Band wurde von Gruppen wie Sonic Youth und My Bloody Valentine beeinflusst.   
Am 4. November 2016 erschien das dritte Album der Band, Songs About Drowning.

## Diskografie
- Thought Forms (2009)
- Ghost Mountain (2013)
- Songs About Drowning (2016)